# 프라우 마리아

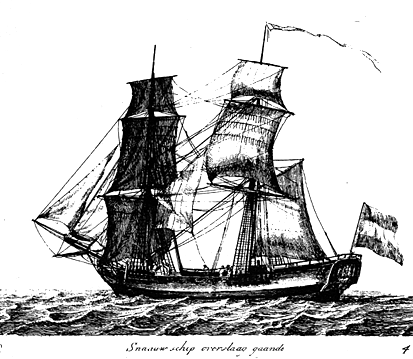
프라우마리아 호

프라우 마리아 호(네덜란드어: Vrouw Maria)는 네덜란드의 상선이자 현재 보물선이라는 이름으로 알려진 배의 모델이기도 하다.

## 침몰과 그 이후
렘브란트와 같은 네덜란드 거장들의 명화를 구매한 러시아의 예카테리나 2세가 이 작품들을 설탕, 커피 등과 함께 발트해를 거쳐 러시아 제국으로 운송하던 중 당시 핀란드의 수도 투르쿠에서 폭풍을 만나 수많은 예술적 걸작들이 바다에 수장되면서 대중들에게 널리 알려졌다. 이 후 보물선이라는 이름의 소설에 나오는 배의 모델이 되었다. 최근 핀란드에서 배가 발견되었으나 네덜란드, 핀란드, 러시아 이 3나라가 소유권을 주장하고 있고 아직까지도 주인이 판가름 나지 않았을 뿐만 아니라 무엇보다도 이 배를 다시 밖으로 올렸을 경우 그 내부에 있는 명화들이 모두 실존할 것인가가 관심거리로 남아있다.

### 네덜란드의 주장
네덜란드는 애초에 프라우마리아 호는 네덜란드 소유의 상선이었으며 그 안에 있는 예술품들 또한 네덜란드의 거장들이 그린 그림이므로 네덜란드에서 마땅히 프라우마리아 호를 소유할 수 있으며 예술품 역시 네덜란드 측에서 보관해야 한다고 주장하고 있다.

### 러시아의 주장
러시아는 과거 러시아 제국의 여왕인 예카테리나 2세가 구입한 예술품이기 때문에 러시아 측에서 문화유산으로서 소유해야 한다고 주장하고 있다. 실제로 이 예술품들이 경매로 나왔을 때 러시아가 가장 많은 돈을 냈고 이 돈은 예카테리나 2세의 황실자비였다. 그러므로 러시아는 그들이 그 명화를 소유해야 한다고 주장하고 있다.

### 핀란드의 주장
핀란드는 수백년간 본국의 영해에 있었던 프라우마리아 호의 소유권은 당연히 핀란드 당국이 가지고 있으며 다른 잠수부들이 만일의 경우 영해에 침범하여 프라우마리아 호에 접근한다면 무력충돌도 감수할 수 있다는 비교적 강경한 입장을 취하고 있다.